# اورلاندو مارتینس
اورلاندو مارتینس (انگلیسی: Orlando Martínez؛ (زادهٔ ۲ سپتامبر ۱۹۴۴ – درگذشتهٔ ۲۲ سپتامبر ۲۰۲۱) بوکسور اهل کوبا بود.